# 가미사토정
가미사토정(일본어: 上里町 가미사토마치[*])은 일본 사이타마현 북서부에 위치한 고다마군의 정이다.
사이타마현의 최북단 정으로 간나강, 가라스가와강을 사이에 두고 군마현과 접한다. 정의 남동부에는 대규모 공업단지가 있다.

## 역사
1883년 12월에 도쿄 우에노와 군마 신마치를 연결하는 일본 철도(현재의 JR 다카사키선)가 개통하였고 1897년 11월에는 이 땅에 진보하라 정차장(현재의 진보하라역)이 개업했다.
- 1954년 5월 3일 - 고다마군 진보하라촌, 가미촌, 시치혼기촌, 나가하타촌이 합병해 가미사토촌이 되었다.
- 1971년 11월 3일 - 정으로 승격해 가미사토정이 되었다.

## 인구
| 연도 | 인구   | ±%     |
| ---- | ------ | ------ |
| 1920 | 12,586 | —      |
| 1930 | 13,264 | +5.4%  |
| 1940 | 13,418 | +1.2%  |
| 1950 | 17,056 | +27.1% |
| 1960 | 15,489 | −9.2%  |
| 1970 | 15,652 | +1.1%  |
| 1980 | 19,700 | +25.9% |
| 1990 | 24,626 | +25.0% |
| 2000 | 30,126 | +22.3% |
| 2010 | 30,990 | +2.9%  |

## 교통

### 철도
- 동일본 여객철도 다카사키선

### 도로
- 간에쓰 자동차도
- 국도 17호선
- 국도 254호선(일본어판)